# Glenn Cornick
Glenn Douglas Barnard Cornick, född 23 april 1947 i Barrow-in-Furness, Cumbria, död 28 augusti 2014 i Hilo, Hawaii, var en brittisk musiker. Han är främst känd som en av originalmedlemmarna i den brittiska rockgruppen Jethro Tull där han spelade elbas. Han medverkade på gruppens tre första studioalbum This Was, Stand Up och Benefit, samt några tidiga singlar. Han lämnade gruppen 1971 då de spelade in albumet Aqualung och ersattes av Jeffrey Hammond.
Cornick bildade samma år gruppen Wild Turkey som dock aldrig gjorde något större kommersiellt avtryck. Han spelade även kort med den tyska gruppen Kartahgo, innan han tillsammans med Fleetwood Mac-gitarristen Bob Welch bildade rocktrion Paris som gav ut två studioalbum under 1970-talet. Han avled till följd av hjärtfel i augusti 2014.

## Fotnoter
1. ↑  "Former Jethro Tull Bass Player Glenn Cornick Dies". Billboard 29 augusti 2014.